# Lerum
Lerum er en svensk by i Västra Götalands län i landskabet Västergötland. Det er Lerums kommunes administrationscenter og i 2007 havde byen 37.536 indbyggere.
Lerum ligger øst for Göteborg, hvor Säveån og Lerån mødes og ved søen Aspen. Den trafikeres af Europavej E20 og jernbanen Västra stambanan. I 1987 omkom ni personer og 130 blev kvæstet ved en jernbaneulykke da to tog kolliderede på Lerum jernbanestation.